# Antonin Jean Desormeaux
Pour les articles homonymes, voir Desormeaux.
Antonin Jean Desormeaux (Paris, 25 décembre 1815 – Paris, 10 octobre 1894) est un chirurgien et urologue français, inventeur du premier endoscope largement connu et ayant des applications dans la pratique, ; il a aussi créé le mot. Un otoscope (endoscope pour l'oreille) existait avant et était utilisé par son inventeur, Jean-Pierre Bonnafont,.

## Biographie
Antonin Jean Desormeaux naît le 25 décembre 1815 dans le quartier de Saint-Germain-des-Prés à Paris. Il est le fils du professeur Marie-Alexandre Desormeaux, médecin accoucheur, titulaire de la chaire de Jean-Louis Baudelocque et inventeur d'un instrument médical,,,. Non seulement son père et ses deux grands-pères étaient médecins, mais, du côté paternel, il était la quatrième génération de cette profession.
Antonin Jean perd sa mère quand il a 8 ans et son père quand il en a 15. Il étudie dans ce qui est aujourd'hui le lycée Jacques-Decour.
À partir de 1833, il est externe chez Gabriel Andral, Alfred Velpeau, Auguste-François Chomel, Pierre Rayer et Philippe Ricord,. « Désormeaux, à 20 ans, continu[e] les cours d'accouchement de son père ». En 1839, il est interne des hôpitaux de Paris ; il est de la même promotion que Claude Bernard et Alfred Richet. Il soutient sa thèse de doctorat en 1844. Il se marie en 1849. En 1851, il écrit les procès-verbaux de la première conférence sanitaire internationale, dont il est le secrétaire.
Il travaille ensuite au Bureau central des hôpitaux, à l'hôpital de la Maternité, à l'hôpital de Lourcine (où il devient chef de service), à l'hôpital Cochin et, à partir de 1862, à l'hôpital Necker (où le service est dirigé par Morel-Lavallée) ; dans ces deux derniers hôpitaux, de 1860 à 1866, il donne aussi des conférences. Il a beaucoup d'attachement pour Necker.
Desormeaux est surtout connu pour son invention de l'endoscope le 20 juillet 1853. Il est aussi le premier à s'en servir sur un patient.
Il meurt à l'âge de 78 ans le 10 octobre 1894 en son domicile de la rue de Verneuil, et est enterré au cimetière du Père-Lachaise (19e division) le 13 octobre suivant. Il était officier de la Légion d'honneur à titre militaire et membre de nombreuses sociétés savantes.

## Contributions

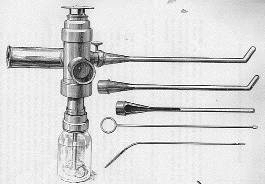
L'endoscope de Desormeaux,

L'invention de Desormeaux a été le premier instrument à pouvoir être utilisé pratiquement pour des opérations simples comme la cautérisation chimique. La nouveauté consistait en l'usage d'une lampe gazogène brûlant un mélange d'alcool (96 %) et de térébenthine ; la lampe avait une cheminée qui exploitait l'effet Venturi et éclairait comme jamais auparavant. Était supérieure également la focalisation de la lumière venant de l'endoscope.[réf. nécessaire]
Chef de service à l'hôpital Necker à Paris, il fait connaître, « avec force et enthousiasme », son instrument aux autres médecins. Mais tous ne sont pas convaincus,.
Dans l'histoire de l'endoscopie, Desormeaux suit Philipp Bozzini (de) et son Lichtleiter (1805), John Dix Fisher (en) (1824), Pierre Salomon Ségalas et Jean Civiale. L'illumination électrique (cytoscope de Maximilian Nitze (de)) a ensuite supplanté l'invention de Desormeaux.
Il pratique la première ablation d'un papillome de l'urètre.

## Publications

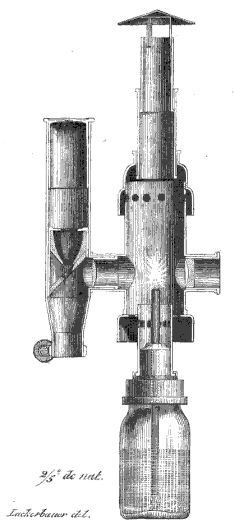
Coupe de l'endoscope
par Pierre Lackerbauer

- Recherches sur la théorie élémentaire de la production des tissus accidentels, thèse de médecine, 1844[32],[33],[34]
- « Mémoire sur un cas d'hématurie » présenté à la Société de chirurgie, 1850[18]
- « Mémoire sur les luxations incomplètes du tibia en avant », 1852[18]
- Du traitement des kystes de l'ovaire, thèse d'agrégation, 1853[35],[36]
- « De l'endoscope, instrument propre à éclairer certaines cavités intérieures de l'économie animale », dans Comptes rendus hebdomadaires des séances de l'Académie des sciences, vol. 40, janvier-juin 1855, p. 692–693 — Description de l'endoscope.Séance du 26 mars 1855[37].
- (avec Paul Gervais[38]) Description d'un fœtus humain monstrueux devant former un genre à part sous le nom de pseudencéphale, Paris, A. Bertrand, 1860[18].
- De l'endoscope et de ses applications au diagnostic et au traitement des affections de l'urèthre [sic] et de la vessie — Leçons faites à l'hôpital Necker, Paris, Baillière, 1865 — Dédié à son maître, Rayer.
  - (en) The endoscope, and its application to the diagnosis and treatment of affections of the genito-urinary passages : lessons given at Necker Hospital, trad. R. P. Hunt, Chicago, Robert Fergus' Sons, 1867, 108 p..
- De l'uréthrotomie : discours prononcé à la Société de chirurgie dans la séance du 3 juin 1865, Paris, Claye, 1865[32].
- Articles dans Sigismond Jaccoud  (dir.), Nouveau dictionnaire de médecine et de chirurgie pratiques : « bougie », t. 5, 1866, p. 432–442 ; (avec Benjamin Anger) « bras », t. 5, 1866, p. 503–543 ; « cathéter, cathétérisme », t. 6, 1867, p. 536–549
- Titres et travaux scientifiques du Dr Desormeaux, candidat à la place vacante à l'Académie impériale de médecine, pathologie externe, [Paris, impr. Martinet] 1867.

## Bibliographie

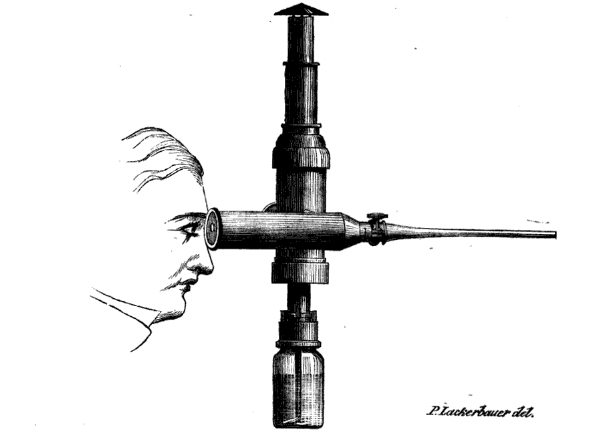
Position de l'endoscope durant l'application

## Compléments